# بيل هارت (لاعب كرة قاعدة أمريكي)
بيل هارت (بالإنجليزية: Bill Hart)‏ هو لاعب كرة قاعدة أمريكي، ولد في 19 يوليو 1865 في لويفيل في الولايات المتحدة، وتوفي في 19 سبتمبر 1936 في سينسيناتي في الولايات المتحدة.

## وصلات خارجية
- بيل هارت على موقع دوري كرة القاعدة الرئيسي (الإنجليزية)
- بيل هارت على موقعبيزبول رفرنس.كوم (الدوري الرئيسي) (الإنجليزية)
- بيل هارت على موقعبيزبول رفرنس.كوم (الدوري الثانوي) (الإنجليزية)